# Le Troncq
Le Troncq és un municipi francès situat al departament de l'Eure i a la regió de Normandia. L'any 2007 tenia 155 habitants.

## Demografia

### Població
El 2007 la població de fet de Le Troncq era de 155 persones. Hi havia 60 famílies de les quals 12 eren unipersonals (12 homes vivint sols), 24 parelles sense fills, 16 parelles amb fills i 8 famílies monoparentals amb fills.
La població ha evolucionat segons el següent gràfic:
Habitants censats

### Habitatges
El 2007 hi havia 70 habitatges, 62 eren l'habitatge principal de la família, 4 eren segones residències i 4 estaven desocupats. Tots els 70 habitatges eren cases. Dels 62 habitatges principals, 49 estaven ocupats pels seus propietaris, 11 estaven llogats i ocupats pels llogaters i 2 estaven cedits a títol gratuït; 1 tenia dues cambres, 8 en tenien tres, 15 en tenien quatre i 38 en tenien cinc o més. 40 habitatges disposaven pel capbaix d'una plaça de pàrquing. A 35 habitatges hi havia un automòbil i a 25 n'hi havia dos o més.

### Piràmide de població
La piràmide de població per edats i sexe el 2009 era:
| Homes | Edats   | Dones |
| ----- | ------- | ----- |
| 0     | 95 o +  | 0     |
| 0     | 90 a 94 | 0     |
| 0     | 85 a 89 | 0     |
| 0     | 80 a 84 | 0     |
| 0     | 75 a 79 | 0     |
| 4     | 70 a 74 | 0     |
| 8     | 65 a 69 | 8     |
| 0     | 60 a 64 | 8     |
| 8     | 55 a 59 | 4     |
| 8     | 50 a 54 | 12    |
| 4     | 45 a 49 | 0     |
| 4     | 40 a 44 | 0     |
| 4     | 35 a 39 | 8     |
| 4     | 30 a 34 | 4     |
| 0     | 25 a 29 | 0     |
| 4     | 20 a 24 | 0     |
| 8     | 15 a 19 | 8     |
| 0     | 10 a 14 | 0     |
| 0     | 5 a 9   | 0     |
| 0     | 0 a 4   | 4     |

## Economia
El 2007 la població en edat de treballar era de 100 persones, 75 eren actives i 25 eren inactives. De les 75 persones actives 68 estaven ocupades (41 homes i 27 dones) i 6 estaven aturades (2 homes i 4 dones). De les 25 persones inactives 13 estaven jubilades, 3 estaven estudiant i 9 estaven classificades com a «altres inactius».

### Ingressos
El 2009 a Le Troncq hi havia 59 unitats fiscals que integraven 144,5 persones, la mediana anual d'ingressos fiscals per persona era de 22.618 €.

### Activitats econòmiques
Dels 7 establiments que hi havia el 2007, 4 eren d'empreses de construcció, 1 d'una empresa d'hostatgeria i restauració, 1 d'una empresa de serveis i 1 d'una entitat de l'administració pública.
Dels 4 establiments de servei als particulars que hi havia el 2009, 2 eren paletes, 1 electricista i 1 empresa de construcció.
L'any 2000 a Le Troncq hi havia 8 explotacions agrícoles que ocupaven un total de 552 hectàrees.

## Poblacions més properes
El següent diagrama mostra les poblacions més properes.